# Tyra Kleen
Tyra Kleen, född 29 mars 1874 i Jakobs församling, Stockholm, död 17 september 1951 på Lidingö, var en svensk konstnär och författare.

## Biografi
Tyra Kleen var yngsta barn till diplomaten och författaren Richard Kleen (1841–1923) och Amalia Kleen, född Wattrang (1842–1929). Hon var syster till Ingeborg och Nils Kleen och sondotter till Johan af Kleen och Anna Beata af Kleen, född Ehrenborg. 
Tyra Kleen fick en internationell och mångspråkig uppväxt. Hon utbildade sig 1892–1893 på målarinneskolan i Karlsruhe och 1894 på konstakademien i München. 1895–1897 följde vistelser på Académie Delecluse, Académie Colarossi, Académie Julian och Académie Vitti.
I Paris målade hon kafémiljöer och landskap. Hon hade sin första utställning 1896 i Paris, och där kom hennes konst att ta en vändning mot symbolismen. Hon debuterade som illustratör 1897 i boken Drömmar av den sydafrikanska författarinnan Olive Schreiner.

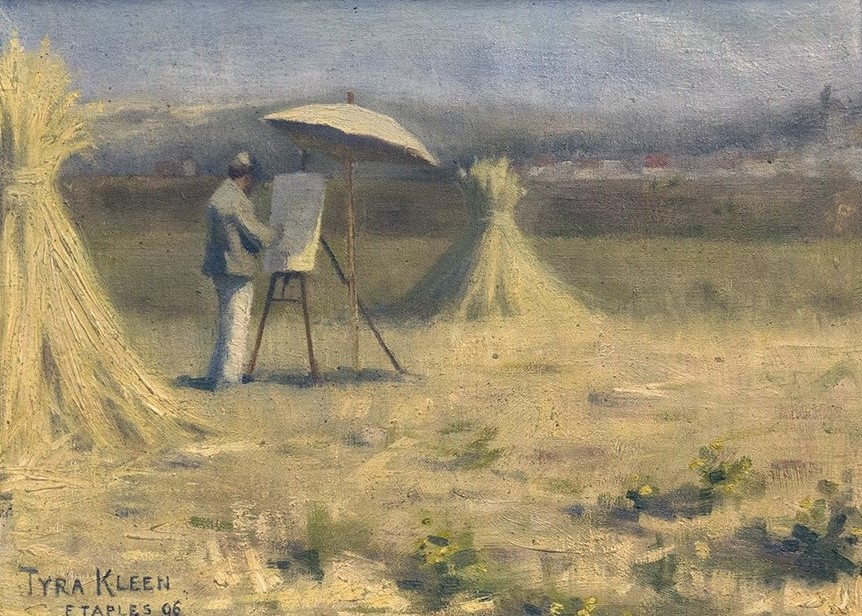
Målningen "Etaples, Frankrike" som Tyra Kleen målade 1896 under en av sina resor till Frankrike.

Från 1897 var hon bosatt i Rom där hon hade egen ateljé i tio år, och bodde senare ett par år i Berlin och Paris. Hon gjorde många utlandsresor och begav sig 1910 till Indien och Ceylon och så småningom till Java och Bali 1919–1921, där hon studerade danskonst.

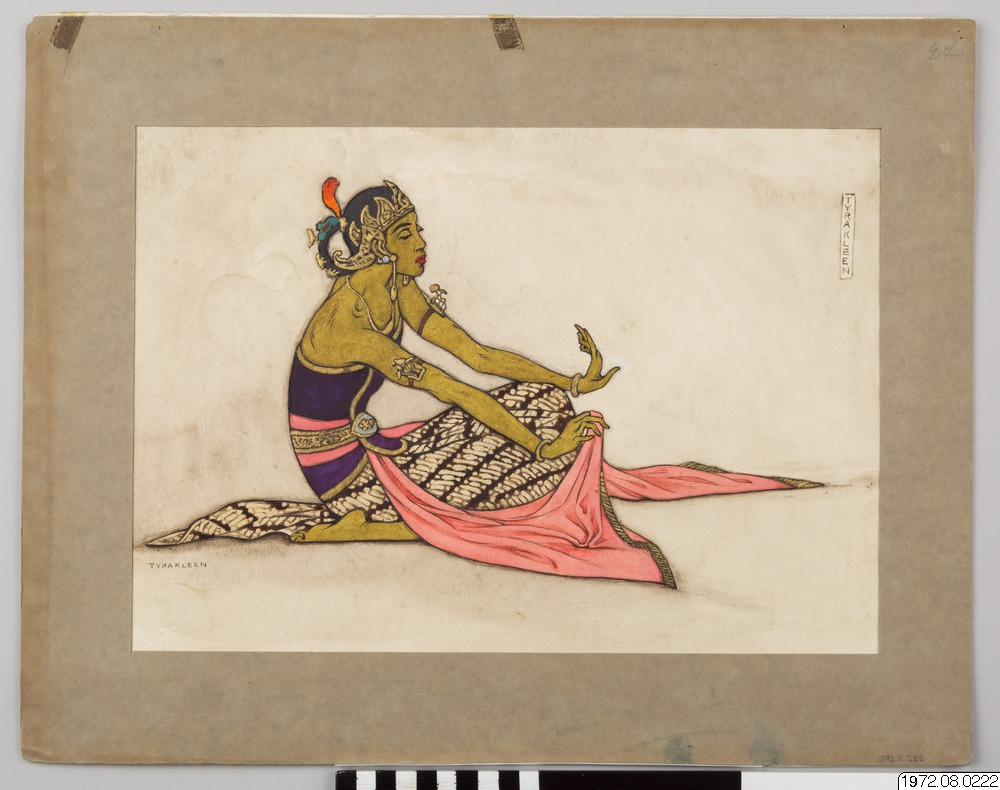
Kvinnlig serimpidansare vid hovet i Surakarta, ca 1920.

Tyra Kleen ägnade sig huvudsakligen åt teckning, etsning och litografi. Hon illustrerade 1902 sin egen prosadikt En psykesaga. Hon ställde ut sina arbeten i Berlin, Wien, Milano, Rom, Paris, London och Sankt Petersburg. Hon besökte USA och Västindien och arrangerade en utställning i New York 1917. En utställning var Två vittberesta damer på Liljevalchs konsthall 1922, där hon ställde ut konstverk och artefakter från Java och Bali tillsammans med Ida Trotzig och hennes verk från Japan. Kleens bilder av mudras, de rituella handrörelserna hos buddha- och shivapräster, visades på Victoria and Albert Museum i London 1923 och publicerades även i en bok året efter. 
Hon utarbetade också illustrationer till nederländska P. de Kat Angelino Mudra's op Bali: handhoudingen der priesters ('s Gravenhage, Adi-Poestaka 1922) och Beata van Helsdingen Schoevers Het Serimpi Boek (Volkslectuur, Weltevreden 1925). För sitt arbete med den indonesiska övärlden tilldelades Kleen Johan August Wahlbergs medalj i silver som ges till dem ”som genom framstående insatser främjat de antropologiska och geografiska vetenskaperna”. 
Kleens sista bok, Solens son, utkom 1946. Boken är en romantisk fantasi om farao Echnatons solkult. Kleen testamenterade sina samlingar till Riddarhuset med direktivet att arkivet inte fick öppnas på femtio år.
Kleen är representerad vid bland annat Göteborgs konstmuseum och Nationalmuseum i Stockholm. Material efter Kleen finns även hos Världskulturmuseerna samt i släktens ägo på Valinge herrgård i Södermanland, som var hennes barndomshem. Hennes illustrationer kan vara signerade T.Kn.
Thielska galleriet i Stockholm visade under sommaren 2018 utställningen Tyra Kleen. Konstnär, vagabond, äventyrare.
Norrköpings konstmuseum visade sommaren 2024  utställningen Tyra Kleen - Ständigt sökande.